# قصعين صيني
قصعين صيني (الاسم العلمي: Salvia sinica) هو نوع نباتي يتبع جنس القصعين من فصيلة الشفوية.